# Сертан (Риу-Гранди-ду-Сул)
Сертан (порт. Sertão) — муниципалитет в Бразилии, входит в штат Риу-Гранди-ду-Сул. Составная часть мезорегиона Северо-запад штата Риу-Гранди-ду-Сул. Входит в экономико-статистический микрорегион Пасу-Фунду. Население составляет 6856 человек на 2006 год. Занимает площадь 439,471 км². Плотность населения — 15,6 чел./км².

## История
Город основан 5 ноября 1963 года. 

## Статистика
- Валовой внутренний продукт на 2003 составляет 112.943.643,00 реалов (данные: Бразильский институт географии и статистики).
- Валовой внутренний продукт на душу населения на 2003 составляет 15.827,30 реалов (данные: Бразильский институт географии и статистики).
- Индекс развития человеческого потенциала на 2000 составляет 0,809 (данные: Программа развития ООН).